# Jubal Rocha Mendes Júnior
Jubal Rocha Mendes Júnior (Inhumas, 29 de agosto de 1993) es un futbolista brasileño que juega como defensa en el F. C. Krasnodar de la Liga Premier de Rusia.

## Trayectoria
Nacido en Inhumas, Goiás, empezó su carrera en el Vila Nova FC. Hizo su debut profesional el 13 de febrero de 2011, contra Aparecidense por el Campeonato Goiano.
En junio de ese año fue transferido al Santos FC. Hizo su debut con el club el 30 de enero de 2013 en un juego ante el Ituano FC donde lograron una victoria a domicilio de 1-0 en el Campeonato Paulista.
El 21 de enero de 2014 marcó su primer gol como profesional y le dio el empate 1-1 ante el Grêmio Osasco Audax.
Jubal hizo su debut en Serie A el 20 de abril entrando como sustituto de Neto en el empate 1-1 en casa contra el Sport Recife. El 11 de junio 2015 fue cedido al equipo de compañeros de la liga Avaí.
El 29 de enero de 2016 rescindió con el Santos y se acercó a la Primera Liga Football Club Arouca, con su antiguo club retener el 50% de sus derechos federativo.

## Clubes
| Club                        | País     | Año       |
| --------------------------- | -------- | --------- |
| Vila Nova F. C.             | Brasil   | 2011      |
| Santos F. C.                | Brasil   | 2013-2016 |
| Avaí F. C. (cedido)         | Brasil   | 2015      |
| F. C. Arouca                | Portugal | 2016-2019 |
| Vitória S. C. (cedido)      | Portugal | 2017-2018 |
| Portimonense S. C. (cedido) | Portugal | 2018-2019 |
| Boavista F. C. (cedido)     | Portugal | 2019      |
| Vitória F. C.               | Portugal | 2019-2020 |
| A. J. Auxerre               | Francia  | 2020-2025 |
| F. C. Krasnodar             | Rusia    | 2025-     |